# Морской вокзал (Сочи)
Морско́й вокза́л — вокзальный комплекс Морского порта Сочи в Центральном районе города Сочи, Краснодарский край, Россия.

## История
Морской вокзал Сочи — памятник архитектуры федерального значения. 
Строительство морского вокзала началось во второй половине 30х годов XX века. По преданию место для строительства указал непосредственно И.В. Сталин.
В строительстве портовых сооружений (северный и южный молы, причалы) принимали участие  водолазы ЭПРОН (экспедиция подводных работ особого назначения) НКВД СССР. Руководила работами Соколова Нина Васильевна- первая в мире женщина-водолаз. В 1938 году для контроля подводных работ она лично погрузилась в тяжёлом водолазном сооружении.
К 1941 году были построены первое деревянное здание морского порта, 200-иетровый свайный причал, судоремонтные мастерские, частично были возведены северный и южный молы. К сожалению, Великая Отечественная война внесла свои коррективы в развитие Сочи. Строительные работы были приостановлены. 
19.05.1943 г. группой торпедных катеров Кригсмарин на переходе Туапсе - Батуми был атакован на буксир "Перванш" и баржа. Одна из торпед прошла мимо баржи и попала в недостроенный северный мол.
Строительство порта было возобновлено только после окончания Великой Отечественной войны. 
Схема размещения портовых сооружений сочинского порта была признана архитектурной классикой и нашла отражение в советском Политехническом словаре 1976 г. Зона порта была разделена на глубоководную и мелководную части. У причалов южного мола швартовались пассажирские теплоходы, курсировавшие по линии Одесса- Батуми, а так же суда на подводных крыльях "Комета". У причалов северного мола швартовались грузовые суда. В мелководной части швартовались прогулочные теплоходы и глиссеры.
Глубоководная часть порта в силу ряда особенностей не позволяла принимать большие иностранные круизные лайнеры и высадка пассажиров осуществлялась на рейде на катера, которые доставляли туристов непосредственно в порт.
Для обороны порта в южном и северном молах были оборудованы ДОТы. Для контроля судов входящих и выходящих в акваторию порта на северном молу была установлена специальная башня (ошибочно принимаемая за маяк). В башне размещался пограничный пост наблюдения.
Здание морвокзала было построено в 1955 году. Авторами проекта были архитекторы Каро Семёнович Алабян и Леонид Борисович Карлик.
Здание имеет два основных этажа. К нему примыкает Г-образная двухэтажная галерея. В центре здание увенчано башней со шпилем, выполненным из нержавеющей полированной стали. Высота её 71 м. В здании размещались билетные кассы, зал ожидания, ресторан "Морской", клуб моряков и линейный отдел милиции на водном транспорте.
Над тремя ярусами башни установлены скульптурные фигуры, автором которых является известный скульптор В. И. Ингал. Они олицетворяют четыре времени года и четыре стороны света. Завершает комплекс Морского вокзала расположенный через дорогу фонтан. В сквере, в котором разбиты розарии, растут пальмы и гималайские кедры, находится фонтан с 7-метровой чашей. В центре чаши — женская фигура, олицетворяющая Навигацию. В одной руке у нее кораблик и лоция, а второй рукой она останавливает волнение моря, желая морякам счастливого плавания.
В период подготовки к проведению в Сочи ХХ зимних олимпийских игр 2014 г. акватория морского порта была расширена, был построен новый северный мол и порт смог принимать океанские круизные лайнеры. Было построено и новое здание морвокзала.
Сейчас в историческом здании морвокзала размещаются брендовые бутики, ресторан и кафе.

Морской вокзал Сочи

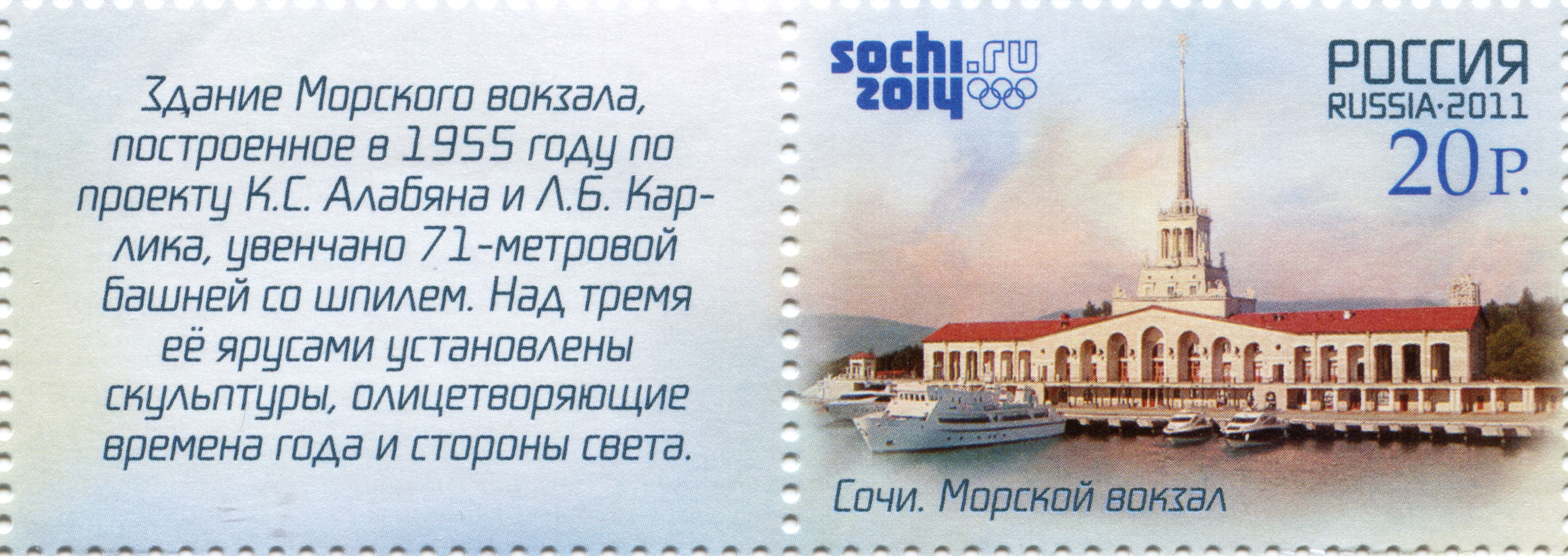
Здание Морского вокзала в Сочи. Марка, 2011

## Международное сообщение
- Сочи — Батуми (до 2018 г.)
- Сочи — Гагра (до 2014 г.)
- Сочи — Трабзон (до 2014 г.)
- Морские круизы по Средиземному морю (Турция, Египет) на лайнере Astoria Grande.

## Внутреннее сообщение
- Сочи — Новороссийск — Ялта — Севастополь (круизный лайнер "Князь Владимир")
- Сочи - Геленджик - Новороссийск (суда на подводных крыльях "Комета" компании "ВодоходЪ экспресс")

## Интересные факты
- На Южном молу глубоководного причала для круизных лайнеров Морского вокзала Сочи был снят один из эпизодов известного советского фильма «Бриллиантовая рука» — сцена прощания с семьёй Семёна Семёновича Горбункова перед отплывом его в путешествие на лайнере «Михаил Светлов».
- В сочинском морском порту проходили съёмки советских художественных фильмов: "Запасной игрок" (1954 г.) "Матрос с "Кометы" (1958 г.), "Бриллиантовая рука" (1968 г.), "Дамы приглашают кавалеров" (1980 г.).
- В 60-70х годах XX века на втором этаже морвокзала проводились осенние сельскохозяйственные выставки местных производителей.
- Здание с башней весьма напоминает здание Главного Адмиралтейства в Санкт-Петербурге

## Адрес
- 354000 Россия, г. Сочи, ул. Войкова,1